# التهاب الجلد الوسادي الريشي
التهاب الجلد الوسادي الريشي (بالإنجليزية: Feather pillow dermatitis)‏ هو طفح يحدث بسبب لدغة أنواع القارشات من السوس.